# Grip du mig, helige Ande
Grip du mig, helige Ande är en pingstpsalm som har nummer 118 i Finlandssvenska psalmboken 1986, nummer 646 i Den svenska psalmboken 1986 och nummer 396 i Psalmer och Sånger. Den svenska psalmtexten är en översättning från finska och på originalspråket finska lyder inledningsorden "Kosketa minua, Henki" och psalmen har nummer 125 i 1986 års finska psalmbok.
Den ursprungliga finska texten är skriven 1978 av Pia Perkiö. Psalmen översattes till svenska av Ull-Britt Gustafsson-Pensar, första gången 1979 och en andra gång 1982. Musiken är komponerad 1978 av Ilkka Kuusisto.

## Publicerad i
- Den svenska psalmboken 1986 som nr 646.
- Psalmer och Sånger 1987 som nr 396 under rubriken "Fader, Son och Ande - Anden, vår hjälpare och tröst".[3]